# 阿拉瓜伊尼亚陨石坑

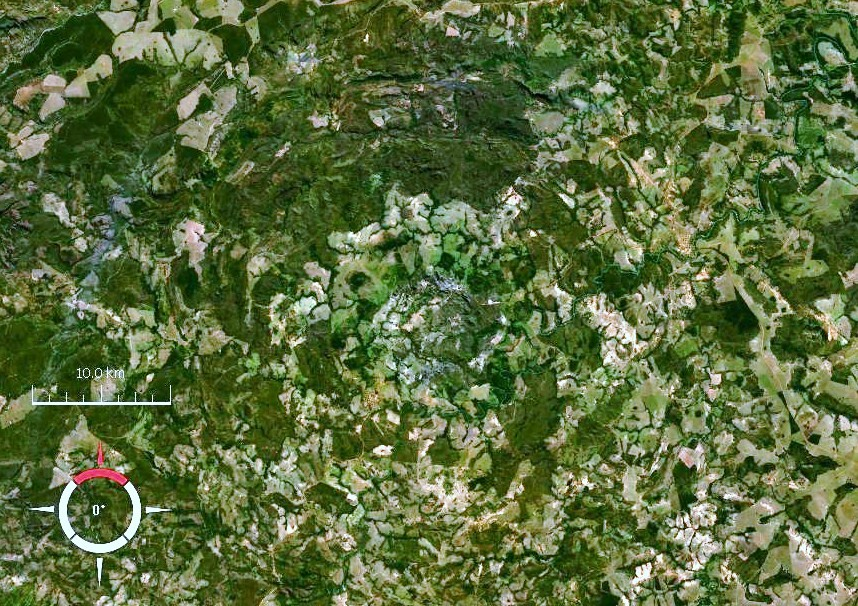
Landsat衛星拍攝的阿拉瓜伊尼亚陨石坑，影像來自NASA World Wind螢幕截圖。

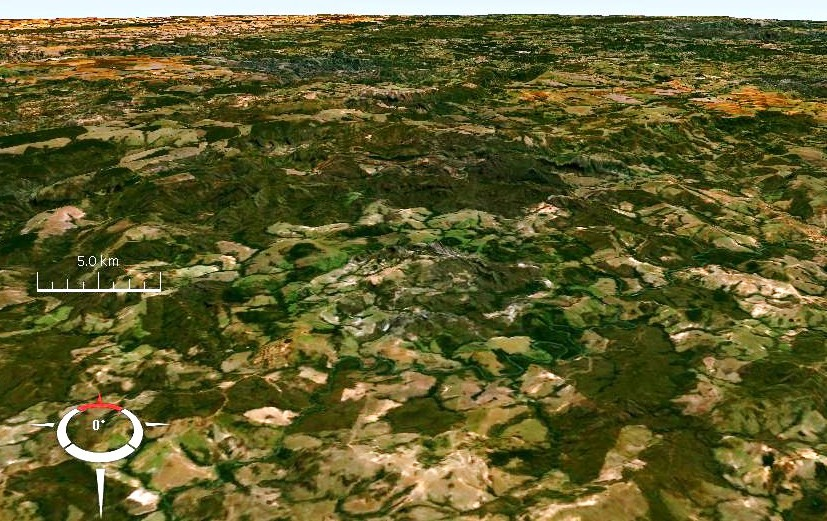
Landsat衛星斜向拍攝的阿拉瓜伊尼亚陨石坑影像，並可見數值高程模型地形起伏。影像來自NASA World Wind螢幕截圖。

阿拉瓜伊尼亚陨石坑（葡萄牙語：Cratera de Araguainha）是一個位於巴西马托格罗索州和戈亚斯州交界上，城鎮阿拉瓜伊尼亚和蓬蒂布兰卡之間的隕石坑。該隕石坑直徑40公里，是南美洲已确认的第二大隕石坑，仅次于未确认是陨石坑的比查达撞击结构，目前也是南美洲最古老的隕石坑。
最近研究判定該隕石坑的年齡約2.547 ± 0.025億年，並且形成區域可能是淺海。它的年齡誤差範圍和地球史上規模最大的其中一個滅絕事件二叠纪－三叠纪灭绝事件相重疊。形成該隕石坑的撞擊穿透了屬於巴拉那盆地的古生代沉積地層，使下方形成於奧陶紀的花崗岩基岩暴露。該隕石坑最初形成時直徑約24公里，深度2.4公里。之後因為坑壁向坑內崩塌，使直徑擴大為40公里。

## 描述
阿拉瓜伊尼亚陨石坑是一個內有同心圓狀和放射狀斷層群的複雜隕石坑，其暴露的表面受到侵蝕，並且被阿拉瓜亚河穿過。該隕石坑中心是向上突起的結構，形狀像一個橢圓形的盆地，並且由花崗岩基岩組成。在中心周圍是一圈由受到震波影響的花崗岩組成，上方被角礫岩覆蓋的環狀結構。另外還有一個直徑6.5公里，高度150公尺的環狀山脊，由形成於泥盆紀的褶曲且高傾角砂岩層組成。隕石坑中間區域被環狀的凹陷區域環繞，並且該區域底部岩石是泥盆紀和石炭紀的砂岩。隕石坑的外環則是在高度變形的石炭－二疊紀沉積岩中存在的半圓形地塹殘餘。該區域因為發現了破裂錐、撞擊角礫岩和衝擊石英等證據而被確認是隕石坑。

## 定年、解析和影響
對阿拉瓜伊尼亚陨石坑地質構造最早的研究報告於1969年由 Northfleet 等人發表，該論文指出當地的上升區域是白堊紀的正長岩侵入顯生宙的沉積岩造成。Silveira Filho 和 Ribeiro 在1971年對當地進行更詳細的地質調查，指出在中心區域周圍有熔岩、角礫岩和凝灰岩的存在，並提出當地是潛火山結構的結論。1973年羅伯特·迪茨和 B.M. French 的研究報告指出發現了撞擊角礫岩和衝擊石英，確認它是隕石坑。阿爾瓦羅·彭特亞多·克羅斯塔在1981和1982年發表的論文中提出更多岩石學和礦物學上的證據進一步證明當地是隕石坑。Theilen-Willige 於1981年發表的論文則是從地貌學的角度提出它是隕石坑的證據。Deutsch 等人於1992年首次對阿拉瓜伊尼亚陨石坑以銣鍶定年法定年（2.43 ± 0.19億年）。Engelhardt 等人同樣於1992年發表了對該隕石坑中心隆起處詳細調查後的結果，並提出2.46億年的定年結果，之後再改為2.44億年。Fischer 和 Masero 則在1994年時對當地進行地磁調查。
阿拉瓜伊尼亚陨石坑最新的定年結果是2.547 ± 0.025億年，上方被二疊－三疊紀交界的地層覆蓋。許多當地的岩石是油頁岩。形成該隕石坑的能量釋放經計算並不足以直接導致全球性滅絕事件，但巨大的震動會使當地大量的石油和天然氣從受震岩石中被釋放。這次撞擊事件也許使全球暖化突然發生，加快了二叠纪－三叠纪灭绝事件的過程。

## 造訪路線和保護
可從戈亚尼亚或库亚巴開車到達阿拉瓜伊尼亚陨石坑。該隕石坑中心隆起處被阿拉瓜伊尼亚和蓬蒂布兰卡之間的無鋪面公路MT-306穿過。直到1999年以前當地居民並不了解該隕石坑的性質以及在科學上的重要性。

## 延伸閱讀
- Hammerschimidt, K.; Engelhardt, W. 1995. 40Ar/39Ar dating of the Araguainha impact structure, Mato Grosso, Brazil. （页面存档备份，存于） Meteoritics, 30:227-233.

- Hippert, J.; Lana, C. 1998. Aerial crystallization of hematite in impact bombs from the Araguainha astrobleme, Mato Grosso, central Brazil. （页面存档备份，存于） Meteoritics & Planetary Science, 33:1303-1309.

- Masero, W.; Schenegg, P. A.; Fontes, S. L. 1994. A magnetotelluric investigation of the Araguainha impact structure in Mato Grosso-Goiás, central Brazil. （页面存档备份，存于） Geophysical Journal International, 116:366-376.

- Masero, W.; Fischer, G.; Schnegg, P. A. 1997. Electrical condutivity and crustal deformation from magnetotelluric results in the region of the Araguainha impact, Brazil. （页面存档备份，存于） Physics of the Earth and Planetary Interiors. 101:271-289.

## 外部連結
- Satellite image of the region （页面存档备份，存于） (from Google Maps)
- ARAGUAINHA DOME Archive.today的存檔，存档日期2013-06-25